# Großer See (Siedenbollentin)
Der Große See, auch als (Großer) Siedenbollentiner See bezeichnet, liegt im Westen von Siedenbollentin im Landkreis Mecklenburgische Seenplatte. Er ist etwa 370 Meter lang und bis zu 210 Meter breit. Die maximale Tiefe beträgt 10,3 Meter. Die Seeufer sind zum Teil bewaldet. Über einen in südöstlicher Richtung durch den Ort teilweise unterirdisch verlaufenden Graben, den sogenannten Mühlgraben, ist der See mit dem Kleinen Landgraben verbunden. Am Nordostufer befindet sich eine Badestelle. Im Südwesten schließt sich ein sumpfartiges Gebiet an, über welches der See mit dem Kleinen Siedenbollentiner See, einem nahezu runden Standgewässer von circa 100 Meter Durchmesser und rund 0,7 Hektar Fläche, verbunden war. Vermutlich zur begrifflichen Abgrenzung von diesem führt der größere der Siedenbollentiner Seen die Bezeichnung Großer Siedenbollentiner See.  
Im Jahr 2006 erfolgte eine Gewässersanierung, bei der die Bodensedimente mit Ton abgedeckt wurden. Dadurch konnte das Trophiesystem des Sees von polytroph auf schwach eutroph verbessert werden.